# Fakkeltocht Olympische Spelen 2008
In het kader van de Olympische Zomerspelen 2008 werd voor de zeventiende maal een fakkeltocht over de wereld gehouden met de olympische vlam. Deze fakkeltocht stuitte op felle protesten wegens de schendingen van de mensenrechten in Tibet door China, dat dat jaar de Olympische Zomerspelen organiseert.

## Plekken die bezocht werden
De fakkeltocht was verdeeld in twee delen, het eerste deel ging van start op 24 maart in Griekenland en eindigt in Macau. Het tweede gedeelte was een nationale tocht via veel Chinese steden en waarbij ook Tibet en de Mount Everest werd aangedaan.

### Wereld

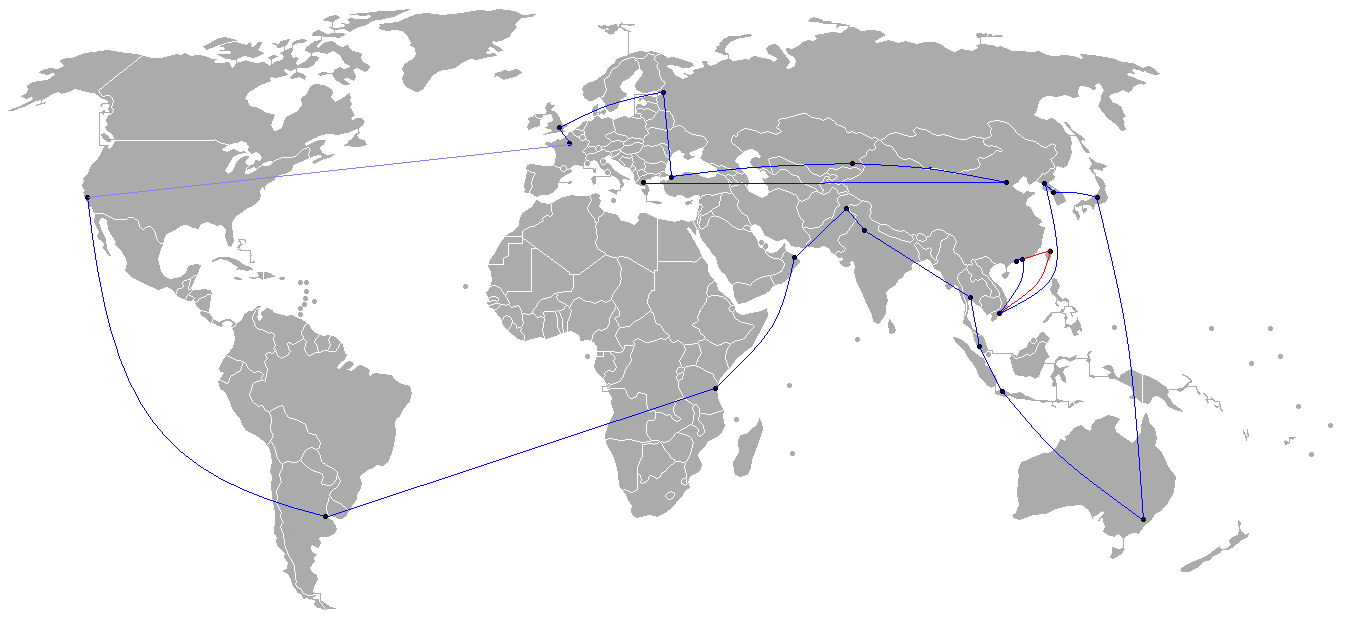
Plekken in de wereld waar de vlam is geweest

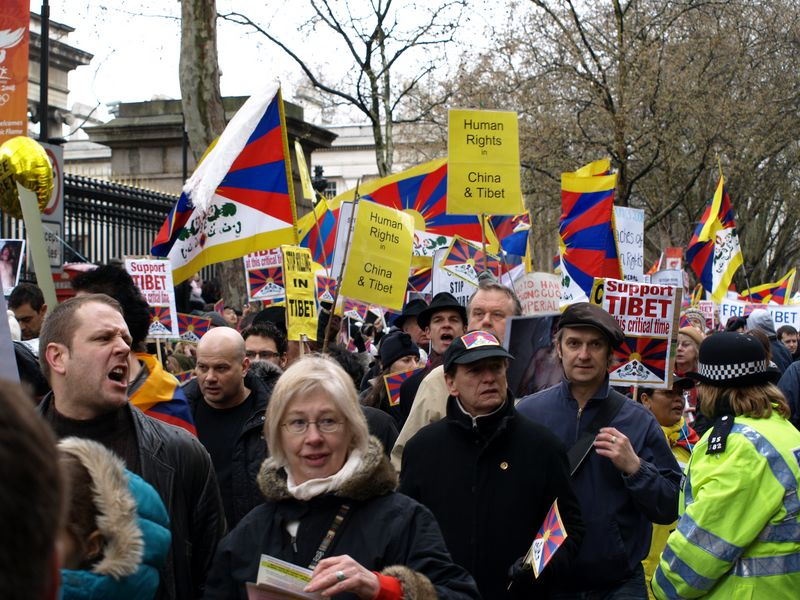
Protest tijdens de route door Londen

- Olympia (Griekenland)
- Athene (Griekenland)
- Peking (China)
- Almaty (Kazachstan)
- Istanboel (Turkije)
- Sint-Petersburg (Rusland)
- Londen (Verenigd Koninkrijk)
- Parijs (Frankrijk)
- San Francisco (Verenigde Staten)
- Buenos Aires (Argentinië)
- Dar es Salaam (Tanzania)
- Muscat (Oman)
- Islamabad (Pakistan)
- New Delhi (India)
- Bangkok (Thailand)
- Kuala Lumpur (Maleisië)
- Jakarta (Indonesië)
- Canberra (Australië)
- Nagano (Japan)
- Seoel (Zuid-Korea)
- Pyongyang (Noord-Korea)
- Ho Chi Minhstad (Vietnam)
- Taipei (Taiwan) (Geannuleerd)
- Hongkong (Hongkong)
- Macau (Macau)

### China
Van 5 mei tot en met 8 augustus, de dag dat de Spelen begonnen, trok de fakkel door veel grote steden en provincies van China, waaronder Xiamen, Shanghai, Xi'an.

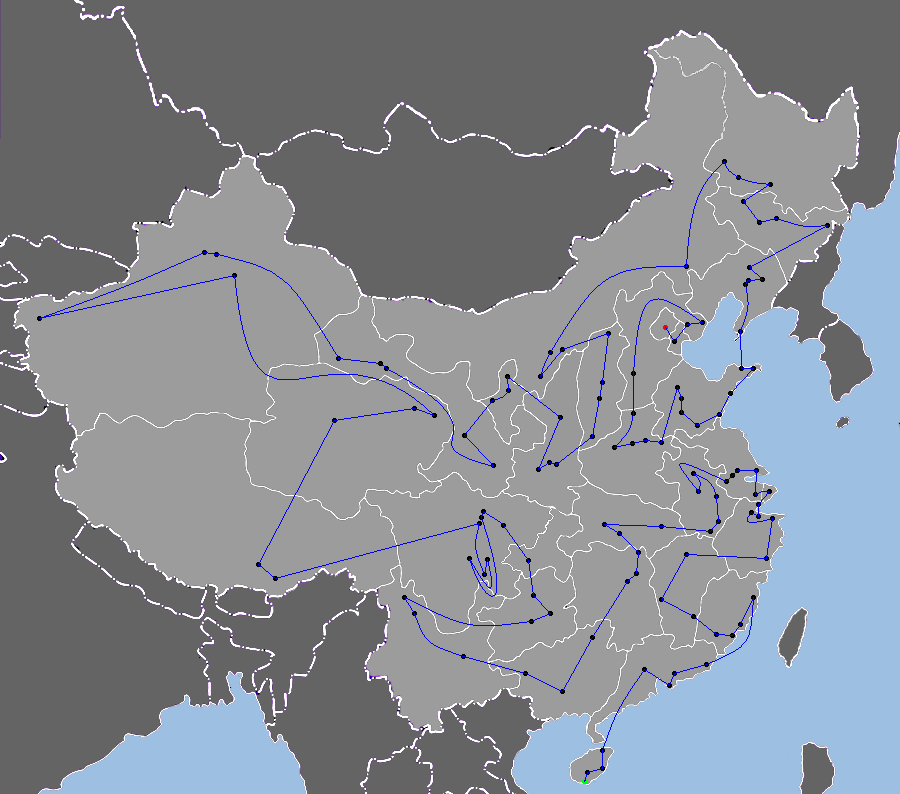
De steden die met de vlam worden bezocht in China